# Hieracium sparsum
Hieracium sparsum — вид квіткових рослин з родини айстрових (Asteraceae). Вид зростає в Європі: Албанія, Австрія, Болгарія, Чехія, Словаччина, Греція, Італія, Північний Кавказ, Боснія і Герцеговина, Македонія, Чорногорія, Сербія, Польща, Румунія, Азербайджан, Грузія, Туреччина; це багаторічна рослина помірних біомів.

## Середовище
Переважним середовищем існування для цих рослин є карликові субальпійські чагарники та модринові ліси. Переважним субстратом є кремнієвий з кислим pH, низькою поживною цінністю ґрунту, який повинен бути середньої вологості.

## Біоморфологічна характеристика
Це трав'яниста багаторічна рослина від 20 до 50 см заввишки. Коріння зазвичай стрижневого типу. Стебла, зазвичай прямостоячі, висхідні, але гнучкі, зазвичай поодинокі та помірно розгалужені. Колір оливково-зелений (біля основи червоно-пурпуровий). Присутні як прикореневі, так і стеблові листки, розташовані по черзі. Базальні — черешкові, більш-менш ланцетної (або оберненояйцеподібної, або еліптичної) форми. Стеблових листків від 2 до 8 ланцетних, цілокраїх або зубчастих, голих. Синцвітіння з 2–6 гілками. Квіткові головки, лише язичкових квіток, утворені обгорткою, що складається з різних приквітків (або лусок), всередині яких знаходиться квітколоже, що служить основою для язичкових квіток. Віночки утворені трубкою та язичком, що закінчується 5 зубцями; колір варіюється від жовтого до блідо-жовтого. Тичинок 5. Плоди — сім'янки з чубчиком. Сім'янки мають довгасту або оберненояйцеподібно-оберненоконічну форму зі зрізаною верхівкою та без дзьоба (вони не стиснуті); у деяких випадках сім'янки забезпечені поздовжніми ребрами. Колір сім'янок світло-коричневий (але буває і темний). Чубчик складається з простих сіруватих, шорстких або бородатих волосків (не пір'ястих). Папус рідко відсутній. Розмір сім'янок: 3,5–4 мм.